# Amanda Polk
Amanda Polk (ur. 2 sierpnia 1986 w Pittsburghu) – amerykańska wioślarka. Mistrzyni olimpijska Letnich Igrzysk Olimpijskich w Rio de Janeiro (2016). Sześciokrotna medalistka Mistrzostw świata.

## Osiągnięcia
- Mistrzostwa świata – Poznań 2009 – czwórka bez sternika – 2. miejsce.
- Mistrzostwa świata – Karapiro 2010 – ósemka – 1. miejsce
- Mistrzostwa świata – Bled 2011 – ósemka – 1. miejsce
- Mistrzostwa świata – Chungju 2013 – ósemka – 1. miejsce
- Mistrzostwa świata – Amsterdam 2014 – ósemka – 1. miejsce
- Mistrzostwa świata – Aiguebelette-le-Lac 2015 – ósemka – 1. miejsce.
- Igrzyska olimpijskie – Rio de Janeiro 2016 – ósemka – 1. miejsce.